# Новая Дубрава
Новая Дубрава — посёлок при станции Новая Дубрава, населённый пункт (тип: станция) в Каменском районе Алтайского края, Россия. Входит в состав сельского поселения Пригородного сельсовета.

## География
Посёлок находится на равнинной местности, которая изрезана сетью балок и лощин. Территория лесостепная, растут, в основном, берёза и осина, встречается сосна, рябина. Из кустов — смородина, жёлтая акация.
Климат
В посёлке преобладают характерные климатические условия для Каменского района: зима морозная, средняя температура −20°С, лето достаточно тёплое — +18°-19°С. Годовое количество осадков 360 мм.

## История
Посёлок возник благодаря строительству в 1950-х годах железнодорожной линии Карасук — Камень-на-Оби, части Средне-Сибирской магистрали.

## Население
| 1997 | 1998 | 1999 | 2000 | 2001 | 2002 | 2003 | 2004 | 2005 |
| ---- | ---- | ---- | ---- | ---- | ---- | ---- | ---- | ---- |
| 153  | ↗161 | ↘142 | ↗152 | ↘143 | ↗153 | →153 | ↘149 | ↘137 |
| 2006 | 2007 | 2008 | 2009 | 2010 | 2011 | 2012 | 2013 |      |
| ↗145 | →145 | ↘134 | ↘131 | ↘83  | ↘80  | ↘79  | ↘75  |      |

Национальный состав
Согласно результатам переписи 2002 года, в национальной структуре населения русские составляли 85 % от 160 чел.

## Инфраструктура
Путевое хозяйство Западно-Сибирской железной дороги.
Социальные услуги жители получают в ближайших населённых пунктах.

## Транспорт
Посёлок при станции доступен автомобильным и железнодорожным транспортом.